# Transmetropolitan
Transmetropolitan ist eine transhumanistische Cyberpunk-Comicreihe des Autors Warren Ellis und des Zeichners (Pencillers) Darick Robertson, die 1997 erstmals bei DC Comics erschien und den Kampf des Journalisten Spider Jerusalem gegen die Auswüchse einer wahnwitzigen Metropole der Zukunft und gegen politischen Machtmissbrauch und Gleichgültigkeit beschreibt.

## Inhalt
Der Beginn der Reihe führt den Hauptcharakter ein, einen stark an Hunter S. Thompson angelehnten, extrovertierten und egomanischen Gonzo-Journalisten namens Spider Jerusalem, der von seinem Verleger, dem er noch zwei Bücher schuldet, mit angedrohten Klagen aus seinem Dasein als langhaariger, paranoider Bergeinsiedler wieder zurück in die namenlose Stadt getrieben wird, wo er als Kolumnist den Kampf gegen Gleichgültigkeit, Machtmissbrauch, soziale Missstände und skrupellose Ausbeutung aufnimmt. Die teilweise leicht dystopisch angehauchte, aber überschäumend bunte Metropole, die den Schauplatz der Reihe abgibt, ist ein absurd überdrehter Ort in bester Cyberpunk-Tradition, die von mit außerirdischer DNA modifizierten Menschen, intelligenten Polizeihunden, drogensüchtigen Maschinen, nanotechnischen Wundern und zahllosen bizarren Mikrokulten und Subkulturen wimmelt.
Bewaffnet mit einer eigenwilligen Foto-Brille und seinem Laptop stellt der Protagonist mit ätzenden Worten seine selbsterkorenen Widersacher an den Pranger. Hauptzielscheiben und Mittelpunkt zweier Handlungsstränge sind zwei Politiker; anfänglich der Präsident, stets nur „the beast“ (die Bestie, das Tier, in der deutschen Fassung „Das Monster“) genannt, später, nach dessen Abwahl, sein faschistoider Nachfolger, „the smiler“ (der Lächler, in der deutschen Fassung „Der Smiler“).
Im Laufe der in drei Akte gliederbaren Handlung gewinnt Spider Jerusalem zwei weibliche Mitstreiter, Channon Yarrow und Yelena Rossini, die wohl an Hunter S. Thompsons Assistentin Deborah Fuller und seine letzte Frau Anita Bejmuk angelehnt sind. Ähnlich diesen begleiten sie am Ende der Serie den an einer degenerativen neurologischen Krankheit dahinsiechenden Spider zurück in die abgeschiedene Zuflucht der Berge.

## Über die Reihe
Die erste Folge von Transmetropolitan erschien 1997 im damals neuen, auf Science Fiction spezialisierten Imprint Helix des amerikanischen Comic-Verlages DC Comics; ab Folge 13 wurde die Reihe nach dem Ende von Helix vom Imprint Vertigo des gleichen Verlags übernommen. Die Reihe erstreckt sich über 60 Folgen und erreichte 2002 plangemäß ihren Endpunkt.
Heute wird Transmetropolitan von Vertigo in Form von zehn Sammelbänden vertrieben. Zusätzlich erschienen zwei Sonderbände.
Anders als sonst bei DC üblich trat das Autorenteam die Rechte nicht an den Verlag ab.
Auf Deutsch wurde Transmetropolitan vom Speed Verlag, einem Imprint des Verlags Thomas Tilsner, in 32 Bänden veröffentlicht, die neben den 60 Heften der regulären US-Reihe auch Nachdrucke einiger Sonderausgaben enthalten.

## Stilistische Einordnung
Als Teil einer sich auch im Comic zunehmend etablierenden Cyberpunk-, Hardboiled- und Neo-Noir-Richtung sind seit den Neunzigern weitere ähnliche Reihen entstanden. Mit „Transmetropolitan“ verglichen werden können insbesondere die Serie „Preacher“ von Garth Ennis und Steve Dillon, „Sin City“ von Frank Miller, „Midnight Nation“ von J. Michael Straczynski sowie „Violent Messiah“ von Joshua D. M. Dysart und Tone Rodriguez.